# 28128 Cynthrossman
28128 Cynthrossman è un asteroide della fascia principale. Scoperto nel 1998, presenta un'orbita caratterizzata da un semiasse maggiore pari a 2,2752611 UA e da un'eccentricità di 0,0919521, inclinata di 2,77919° rispetto all'eclittica.